# Fishtown
Fishtown est un quartier de la ville de Philadelphie aux États-Unis. Il se trouve immédiatement au nord-est du centre-ville et correspond plus ou moins à un triangle formé par le fleuve Delaware, la Frankford Avenue et la York Street. Le quartier est habité surtout par des descendants d'irlandais, allemands et polonais catholiques de la classe ouvrière.
Le quartier doit son nom aux fabriques de poissonneries d'aloses situées à la fin du XVIIIe siècle et dans la première moitié du XIXe siècle au bord du Delaware et exploitées par des descendants de colons allemands.